# ريلي وودكوك
ريلي وودكوك (بالإنجليزية: Riley Woodcock)‏ (23 مايو 1995 ببرث في أستراليا - ) هو لاعب كرة قدم أسترالي في مركز الدفاع. شارك مع منتخب أستراليا تحت 17 سنة لكرة القدم ومنتخب أستراليا تحت 20 سنة لكرة القدم ومنتخب أستراليا الوطني لكرة القدم تحت 23 سنة. أما مع النوادي، فقد لعب مع سيدني إف سي ونادي برث غلوري وPerth Glory FC Youth ‏.

## روابط خارجية
- ريلي وودكوك على موقع قاعدة بيانات كرة القدم.إي يو (الإنجليزية)
- ريلي وودكوك على موقع Soccerway.com (الإنجليزية)
- ريلي وودكوك على موقع عالم كرة القدم.نت (الإنجليزية)